# West Hill
West Hill és una concentració de població designada pel cens dels Estats Units a l'estat d'Ohio. Segons el cens del 2000 tenia 2.523 habitants.

## Demografia
Segons el cens del 2000, West Hill tenia 2.523 habitants, 1.038 habitatges, i 629 famílies. La densitat de població era de 597,6 habitants per km².
Dels 1.038 habitatges en un 27,7% hi vivien nens de menys de 18 anys, en un 42,8% hi vivien parelles casades, en un 11,2% dones solteres, i en un 39,4% no eren unitats familiars. En el 34,8% dels habitatges hi vivien persones soles el 15,2% de les quals corresponia a persones de 65 anys o més que vivien soles. El nombre mitjà de persones vivint en cada habitatge era de 2,31 i el nombre mitjà de persones que vivien en cada família era de 2,99.
Per edats la població es repartia de la següent manera: un 22,9% tenia menys de 18 anys, un 8% entre 18 i 24, un 28,3% entre 25 i 44, un 21% de 45 a 60 i un 19,8% 65 anys o més.
L'edat mediana era de 39 anys. Per cada 100 dones de 18 o més anys hi havia 88,7 homes.
La renda mediana per habitatge era de 28.175 $ i la renda mediana per família de 42.548 $. Els homes tenien una renda mediana de 32.384 $ mentre que les dones 18.393 $. La renda per capita de la població era de 21.813 $. Aproximadament el 9,4% de les famílies i el 13,3% de la població estaven per davall del llindar de pobresa.

## Poblacions properes
El següent diagrama mostra les poblacions més properes.